# Oligotrophus cupressi
Oligotrophus cupressi är en tvåvingeart som först beskrevs av Raymond J.Gagné 1969.  Oligotrophus cupressi ingår i släktet Oligotrophus och familjen gallmyggor.
Artens utbredningsområde är Kalifornien. Inga underarter finns listade i Catalogue of Life.